# Phaonia vittihorax
Phaonia vittihorax este o specie de muște din genul Phaonia, familia Muscidae, descrisă de Stein în anul 1913. Conform Catalogue of Life specia Phaonia vittihorax nu are subspecii cunoscute.